# Naomi (lutadora)
Trinity Fatu (nascida McCray; nascida em 30 de novembro de 1987) é uma dançarina e lutadora profissional americana. Ela trabalha atualmente para a WWE, onde atua na marca Raw sob o nome de ringue Naomi. Atualmente, está de licença-maternidade, pois está grávida de seu primeiro filho.
Em agosto de 2009, Naomi assinou com a World Wrestling Entertainment (WWE) e foi designada para seu antigo território de desenvolvimento Florida Championship Wrestling (FCW), onde foi a inaugural Campeã das Divas da FCW. Em agosto de 2010, ela competiu na terceira temporada feminina do NXT, onde ficou em segundo lugar. Em janeiro de 2012, ela fez sua estreia no elenco principal ao lado de Cameron, formando The Funkadactyls. Naomi conquistou duas vezes o Campeonato Feminino do SmackDown, sendo ela a primeira mulher afro-americana a conquistar o título. Ela se tornou a vencedora inaugural do WrestleMania Women's Battle Royal na WrestleMania 34 no ano seguinte e o Campeonato Feminino de Duplas da WWE ao lado de Sasha Banks na WrestleMania 38 em 2022. Um mês depois, Naomi e Banks receberam suspensões indefinidas da WWE após saírem devido a uma disputa criativa. Em 2023, Fatu afirmou que havia deixado a empresa e, posteriormente, atuou na Total Nonstop Action Wrestling (TNA), onde foi campeã mundial das Knockouts. Ela retornou à WWE em janeiro de 2024 durante o evento Royal Rumble.
Fora do wrestling, Naomi dançou para o time de basquete Orlando Magic e para o rapper Flo Rida. Ela foi uma das principais integrantes do elenco da série de reality show da WWE, Total Divas, de 2013 a 2019, e atuou no filme The Marine 5: Battleground, lançado em 2017.

## Início de vida
Trinity McCray nasceu em Sanford, Flórida. Ela também estrelou como dançarina de fundo para o rapper Flo Rida.

## Carreira na luta livre profissional

### World Wrestling Entertainment/WWE

#### Territórios de desenvolvimento (2009–2011)
Em agosto de 2009, Fatu assinou um contrato com a WWE, onde ela reportou ao território de desenvolvimento Florida Championship Wrestling (FCW). Ela e Alex Riley perderam para AJ Lee e Brett DiBiase em uma luta de duplas mistas em outubro. Em 20 de junho de 2010, Naomi derrotou Serena Deeb na FCW TV para se tornar a inaugural Campeã das Divas da FCW. No episódio de 29 de agosto da FCW TV, Naomi competiu em uma luta contra Lee, onde tanto o título da Rainha da FCW quanto o Campeã das Divas da FCW estavam em jogo, que terminou em uma contagem dupla. No episódio de 31 de agosto do NXT, foi anunciado que Naomi faria parte da terceira temporada feminina do NXT, com Kelly Kelly como profissional. Naomi estreou no episódio de 7 de setembro do NXT, onde ela se juntou a Kelly para enfrentar Maxine e Alicia Fox no esforço vencedor depois que Naomi derrotou Maxine. No episódio de 21 de setembro do NXT, ela se juntou a Kelly e Jamie Keyes, derrotando Layla, Michelle McCool e Kaitlyn. No episódio de 26 de outubro do NXT, Naomi derrotou Maxine em uma luta individual. Em 30 de novembro, Naomi perdeu a competição para Kaitlyn, ficando em segundo lugar na temporada. Em 23 de janeiro de 2011, Naomi perdeu o campeonato para Lee na FCW TV.

#### The Funkadactyls (2012–2014)

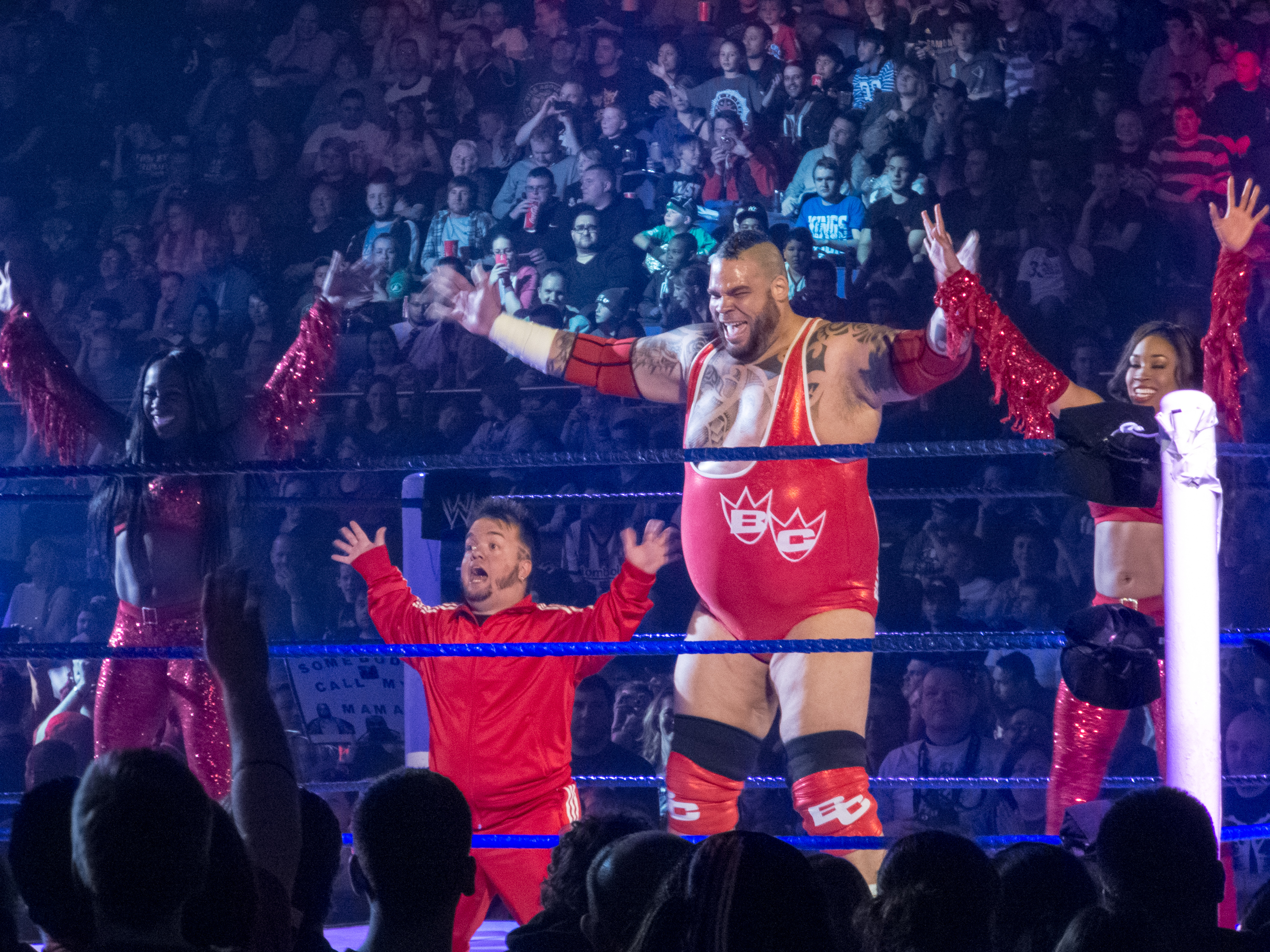
Naomi (esquerda) com Brodus Clay, Hornswoggle e Cameron.

Em 9 de janeiro de 2012, Naomi fez sua estreia no elenco principal no Raw ao lado de Cameron como valet de Brodus Clay, com a dupla apelidada de The Funkadactyls. No pré-show do TLC em 16 de dezembro, Naomi marcou uma vitória em uma batalha real dos Ajudantes de Papai Noel, ganhando uma luta contra a Campeã das Divas Eve Torres mais tarde naquela noite, onde ela perdeu. Em 15 de março de 2013, no episódio do SmackDown, os Funkadactyls foram atacados nos bastidores por The Bella Twins. Os Funkadactyls, Clay e Tensai, conhecidos coletivamente como Tons of Funk, foram originalmente escolhidos para enfrentar o Team Rhodes Scholars (Cody Rhodes e Damien Sandow) e Bella Twins em uma luta de duplas mistas de oito pessoas na WrestleMania 29, mas depois que a luta foi cortada devido a restrições de tempo, ela aconteceu na noite seguinte no Raw, com Tons of Funk saindo vitorioso.
No episódio de 26 de agosto do Raw, Naomi estava no ringue para uma luta entre Natalya e Brie Bella ao lado do elenco de Total Divas, incluindo Cameron, Nikki Bella, Eva Marie e JoJo, que terminou com a Campeã das Divas AJ Lee saindo e cortando uma promo de filmagem dirigida às mulheres. Em 15 de setembro, Naomi competiu contra Natalya, Brie Bella e Lee em uma luta fatal four-way pelo Campeonato das Divas no Night of Champions, onde Lee manteve o título. O elenco do Total Divas derrotou Lee, Alicia Fox, Aksana, Kaitlyn, Rosa Mendes, Tamina Snuka e Summer Rae em uma tradicional luta de eliminação de duplas no Survivor Series. Em 15 de dezembro no TLC: Tables, Ladders & Chairs, Naomi, Cameron e Tensai abandonaram Clay devido a sua atitude.
Em fevereiro de 2014, Naomi sofreu uma fratura deslocada legítima do osso orbital durante uma luta contra Aksana no Raw. Ela retornou no Raw de 17 de março, em parceria com Cameron para derrotar Lee e Snuka em uma luta de duplas. Em 6 de abril no WrestleMania XXX, Naomi competiu na luta Vickie Guerrero Invitational pelo Campeonato das Divas de Lee, onde Lee manteve seu título com sucesso. No Money in the Bank, Naomi perdeu para a nova Campeã das Divas, Paige, em uma luta pelo título. No Raw de 7 de julho, Naomi e Cameron perderam para Lee e Paige em uma luta de duplas, o que causou uma briga entre Cameron e Naomi. Naomi e Cameron se enfrentaram no pré-show do Battleground, durante o qual a primeira perdeu. Naomi garantiu uma vitória sobre Cameron no Raw de 15 de setembro. No Survivor Series, Naomi participou de uma luta tradicional de eliminação de duplas, onde ela eliminou Cameron antes de eventualmente fazer o pin em Paige para conseguir a vitória para seu time.

#### Revolução das Divas eheel turn(2014–2016)
Em dezembro de 2014, Naomi se envolveu com a rivalidade de The Usos com The Miz, que envolveu a oferta de The Miz para ajudar na carreira musical de Naomi, para desgosto de seu marido Jimmy Uso. No episódio de 16 de dezembro do Super SmackDown Live, Naomi competiu contra Nikki Bella pelo Campeonato das Divas, onde ela perdeu a luta depois que Jimmy Uso causou uma distração devido à sua raiva de The Miz estar presente. Depois que Alicia Fox se juntou a The Miz e Mizdow, Naomi e os Usos competiram contra os três em uma série de lutas de duplas mistas, onde a equipe de Naomi perdeu repetidamente. Em 29 de março, ela acompanhou The Usos durante sua luta no pré-show da WrestleMania 31, na qual eles desafiaram sem sucesso Kidd e Cesaro pelo Campeonato de Duplas da WWE.

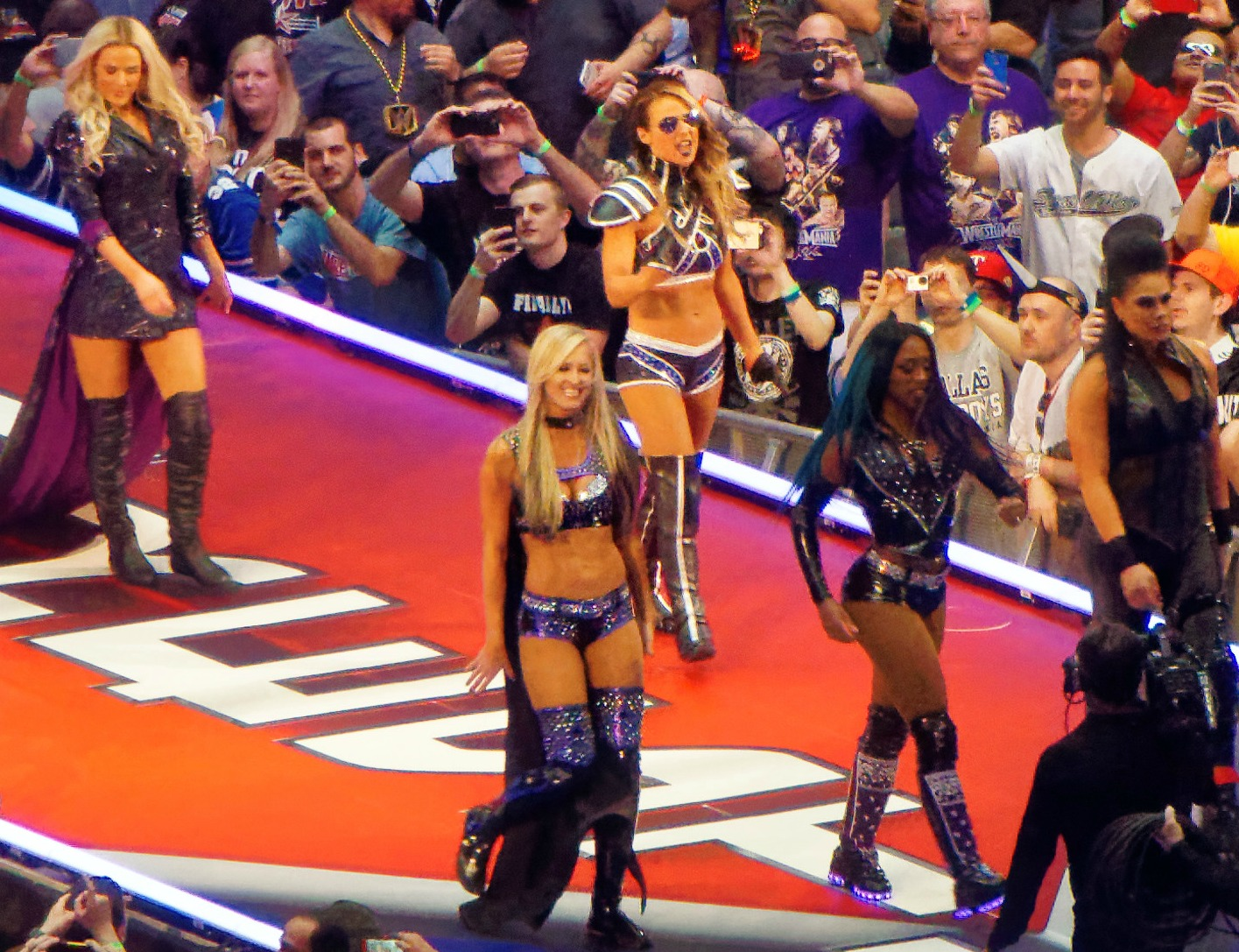
Naomi (centro frontal) ao lado da companheiras Team B.A.D. & Blonde no evento WrestleMania 32 em abril de 2016

No episódio de 13 de abril do Raw, Naomi competiu sem sucesso em uma batalha real para determinar o desafiante número um ao Campeonato das Divas. Após a luta, Naomi atacou Paige por eliminá-la para finalmente vencer a luta, virando heel. Após o anúncio de que Paige havia se machucado após o ataque, Naomi recebeu uma luta contra Bella pelo título no Extreme Rules, onde ela não conseguiu vencer após a interferência de Brie Bella. Em maio, Naomi atacou The Bella Twins ao lado do retorno de Tamina. A dupla passou a competir em uma luta de duplas contra The Bella Twins no Payback, durante a qual Naomi e Tamina venceram. No Raw de 18 de maio, Naomi competiu em outra luta pelo título contra Nikki Bella, onde Bella manteve o título após Tamina causar uma desqualificação. Depois que Paige retornou, uma luta triple threat foi feita entre Naomi, Paige e Nikki Bella no Elimination Chamber, porém ela mais uma vez não conseguiu conquistar o título.
No Raw de 13 de julho, após semanas da divisão Divas sendo dominada por The Bella Twins e sua aliada Alicia Fox, Stephanie McMahon pediu uma "Divas Revolution", posteriormente apresentando a estreante Campeã Feminina do NXT Sasha Banks para se alinhar com Naomi e Tamina, apelidada de Team B.A.D., bem como Charlotte Flair e Becky Lynch para se alinhar com Paige, levando a uma briga entre as três equipes. As três equipes se enfrentaram em uma partida de eliminação de três equipes em 23 de agosto no SummerSlam, que foi vencida pelo Team PCB. No Tribute to the Troops de 2015 em dezembro, a equipe B.A.D. e Paige derrotaram Brie Bella, Charlotte, Fox e Lynch em uma luta de duplas de oito mulheres. Em 1º de fevereiro de 2016, no episódio do Raw, Banks anunciou sua saída do time, o que fez com que Naomi e Tamina a atacassem. Naomi e Tamina mais tarde perderam para Banks e Lynch em uma luta de duplas no Fastlane. No pré-show da WrestleMania 32, Naomi e Tamina se uniram a Lana, Emma e Summer Rae em uma luta de 10 divas contra Brie Bella, Paige, Fox, Eva Marie e Natalya, onde a equipe de Naomi foi derrotada. No início de maio, Naomi ficou inativa devido a uma ruptura no tendão do tornozelo.

#### Campeã Feminina do SmackDown (2016–2017)
Naomi foi draftada para a marca SmackDown em 19 de julho como parte do Draft da WWE de 2016. Ela então estreou um nova gimmick, que incluiu um novo visual e entrada, apelidado de "The Glow", virando face no processo. Em 21 de agosto no SummerSlam, Naomi competiu em uma luta de duplas de seis mulheres ao lado de Becky Lynch e Carmella contra Natalya, Alexa Bliss e Nikki Bella, onde a equipe de Naomi foi derrotada depois que Bella derrotou Carmella. Em 11 de setembro no Backlash, Naomi competiu em um desafio de eliminação six-pack para determinar a primeira Campeã Feminina do SmackDown, onde ela eliminaria Bliss antes que ela mesma fosse eliminada por Natalya. Em 20 de novembro, Naomi competiu como parte da equipe feminina do SmackDown contra a equipe feminina do Raw no pay-per-view Survivor Series, onde a equipe de Naomi foi derrotada.
Após três meses de inatividade, Naomi retornou em 24 de janeiro de 2017, episódio do SmackDown Live, em um confronto contra a Campeã Feminina do SmackDown Alexa Bliss. Em 12 de fevereiro, ela competiu contra Bliss no Elimination Chamber, onde foi vitoriosa, tornando-se Campeã Feminina do SmackDown pela primeira vez em sua carreira, bem como a primeira mulher afro-americana a conquistar o título. Na terça-feira seguinte, ela renunciou ao título devido a uma lesão legítima que sofreu durante a partida. Em 2 de abril, Naomi fez seu retorno no ringue em um desafio de six-pack em sua cidade natal, Orlando, na WrestleMania 33, onde ela fez Bliss finalizar, recuperando com sucesso o Campeonato Feminino do SmackDown. Dois dias depois, Naomi derrotou Bliss em uma revanche para manter o campeonato.
Em 18 de junho, Naomi derrotou Lana para reter o Campeonato Feminino do SmackDown no Money in the Bank. Ela então reteve o título sobre Lana mais duas vezes nos episódios de 27 de junho e 4 de julho do SmackDown Live, o último dos quais envolveu uma vitória por finalização de sete segundos. Em junho, Naomi estreou um cinturão de título personalizado com luzes que brilham no escuro de várias cores. Em 20 de agosto no SummerSlam, Naomi perdeu o Campeonato Feminino do SmackDown para Natalya, terminando seu reinado em 140 dias. Em 19 de novembro no Survivor Series, Naomi competiu em uma luta de eliminação de cinco contra cinco, onde ela eliminou a capitã da equipe do Raw Alicia Fox, antes que ela mesma fosse eliminada por Sasha Banks, com sua equipe perdendo a luta.

#### Várias histórias (2018–2022)

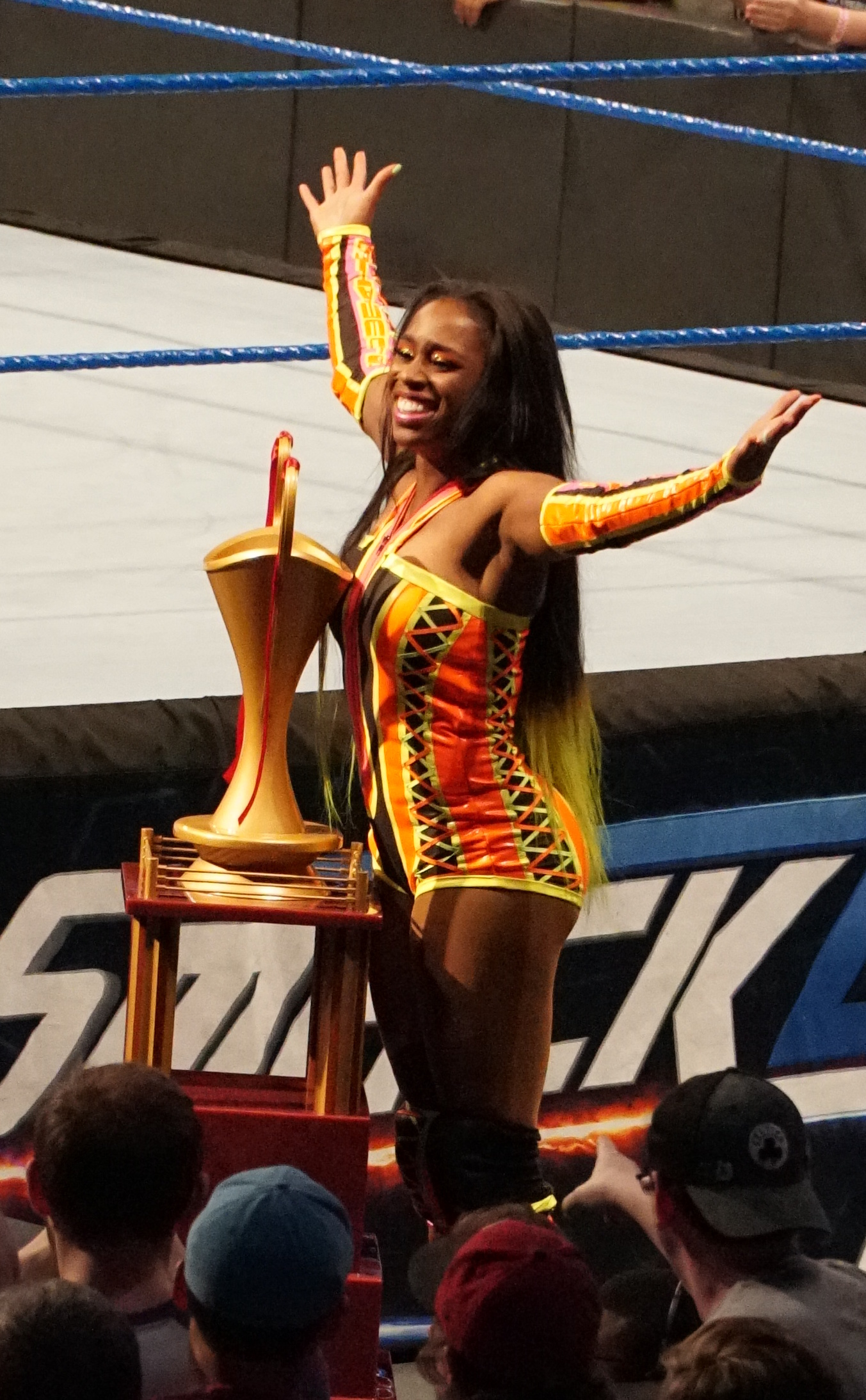
Naomi como a vencedora inaugural do WrestleMania Women's Battle Royal.

Em 28 de janeiro de 2018, Naomi competiu na luta inaugural do Royal Rumble feminino no pay-per-view homônimo, entrando como número 20 e durando 06:49 antes de ser eliminada por Nia Jax. No kick-off da WrestleMania 34, Naomi passou a ganhar o inaugural WrestleMania Women's Battle Royal eliminando Bayley. Em junho, Naomi competiu em sua primeira luta Money in the Bank no pay-per-view homônimo, vencida por Alexa Bliss. Em 28 de outubro, ela participou do primeiro pay-per-view feminino, Evolution, competindo em uma batalha real feminina, que foi vencida por Jax. Em novembro no Survivor Series, ela competiu em uma luta tradicional de eliminação como parte do Team SmackDown, onde foi a primeira mulher eliminada da luta por Tamina.
Naomi então entrou em uma rivalidade com Mandy Rose depois que Rose começou a flertar com o marido de Naomi na vida real, Jimmy Uso, para "arruinar a vida de Naomi", o que envolveu Rose insinuando o beijo de Uso, bem como Naomi atacando Rose em um quarto de hotel para o qual Rose convidou Uso. No Royal Rumble em 27 de janeiro de 2019, Naomi e Rose se eliminaram durante a luta feminina do Royal Rumble. As duas trocaram vitórias uma sobre a outra em fevereiro. Nesse mesmo mês, Naomi juntou-se a Carmella em uma luta Elimination Chamber de seis equipes pelo inaugural Campeonato Feminino de Duplas da WWE no pay-per-view homônimo, onde elas foram a primeira equipe eliminada. Durante o WWE Superstar Shake-up de 2019 em 15 de abril, Naomi foi convocada para o Raw. Ela competiu sem sucesso na luta Money in the Bank feminino no pay-per-view homônimo no mês seguinte.
No Royal Rumble em 26 de janeiro de 2020, Naomi retornou de um hiato ao entrar na luta Royal Rumble como número 18, com duração de 22 minutos antes de ser eliminada por Shayna Baszler. Mais tarde, ela atribuiu sua ausência a problemas de saúde e à morte de um parente. No mês seguinte, Naomi perdeu para Bayley em uma luta pelo Campeonato Feminino do SmackDown no Super Showdown. Em abril na WrestleMania 36, Naomi competiu em uma luta de eliminação five-way pelo mesmo título, durante a qual ela foi eliminada por Sasha Banks. Em setembro, ela passou por uma cirurgia para remover um mioma.
Como parte do Draft de 2020 em outubro, Naomi foi convocada de volta para a marca Raw. Ela retornou no Royal Rumble em janeiro de 2021 durante a luta Royal Rumble de 30 mulheres, entrando no número 2, onde foi eliminada por Shayna Baszler e Nia Jax. Ela se juntou com Lana para competir em uma luta Tag Team Turmoil durante a primeira noite da WrestleMania 37 para determinar as candidatas nº 1 pelo Campeonato Feminino de Duplas, onde a dupla foi derrotada. Em agosto de 2021, Naomi se tornou parte do elenco do SmackDown. Ela posteriormente começou uma rivalidade com Sonya Deville, que era uma figura de autoridade. A rivalidade se desenvolveu devido à persistência de Naomi em pedir partidas, irritando Deville. Naomi e Deville se eliminaram da luta Royal Rumble no evento homônimo em janeiro de 2022. Naomi se uniu a Ronda Rousey para derrotar Deville e Charlotte Flair no Elimination Chamber no próximo mês.

#### Parceria com Sasha Banks (2022)
Na segunda noite da WrestleMania 38, Naomi se uniu a Sasha Banks para competir em uma luta de duplas pelo Campeonato Feminino de Duplas da WWE, na qual derrotaram as respectivas equipes de Liv Morgan e Rhea Ripley, Natalya e Shayna Baszler. e as campeãs Carmella e Queen Zelina para se tornarem as novas Campeãs Femininas de Duplas da WWE. Durante o episódio do Raw de 16 de maio, Naomi e Banks deixaram o local em greve por causa de uma disputa criativa após uma reunião com o CEO Vince McMahon. A WWE divulgou uma declaração oficial sobre o assunto, na qual a empresa afirmou que Banks e Naomi "entraram no escritório do chefe de relações de talentos da WWE, John Laurinaitis, com suas malas na mão, colocaram seus cinturões de duplas em sua mesa e saíram". Isso causou uma mudança no evento principal do programa que originalmente envolvia ambas as mulheres. Foi anunciado mais tarde naquela semana no SmackDown que Naomi e Banks haviam sido suspensos indefinidamente e que o título havia sido desocupado.

## Outras mídias
Desde julho de 2013, Naomi tem sido um membro do elenco principal do reality show Total Divas produzido pela WWE e E!. Em maio de 2014, Naomi lançou seu primeiro single intitulado "Dance All Night", e o videoclipe que o acompanhava foi lançado no canal da WWE no YouTube. Ela não fez parte da segunda metade da terceira temporada que foi ao ar de janeiro de 2015 a março de 2015, mas retornou como membro do elenco principal para a quarta temporada. Ela não apareceu durante a quinta temporada do programa, mas mais uma vez retornou como membro do elenco principal para a sexta temporada.
Naomi fez sua estréia no jogo no WWE '13 como um personagem não-jogador junto com sua então parceira de equipe Cameron, aparecendo durante a entrada de Brodus Clay e a celebração da vitória, bem como no WWE 2K14. Mais tarde, ela apareceu como personagem jogável em WWE 2K15, WWE 2K16, WWE 2K17, WWE 2K18, WWE 2K19, WWE 2K20, WWE 2K Battlegrounds e WWE 2K22.

## Vida pessoal
Trinity e seu namorado de longa data Jonathan Fatu, mais conhecido pelo nome no ringue Jimmy Uso, se casaram em Maui em 16 de janeiro de 2014. Através de seu casamento, ela é membro da família Anoa'i, uma dinastia samoano-americana de luta livre. O casal reside em Pensacola, Flórida. Ela é a madrasta dos dois filhos de Fatu.

## Filmografia
| Ano       | Título                      | Função    | Notas                                                          |
| --------- | --------------------------- | --------- | -------------------------------------------------------------- |
| 2013–2019 | Total Divas                 | Ela mesma | Elenco principal (temporada 1–4, 6–9) Convidada (6ª temporada) |
| 2015      | WWE Tough Enough            | Ela mesma | Convidada (6ª temporada)                                       |
| 2017      | The Marine 5: Battleground  | Murphy    |                                                                |
| 2018      | Ridiculousness              | Ela mesma | Temporada 11, episódio 25                                      |
| 2019      | The Misery Index            | Ela mesma | Temporada 1, episódio 1                                        |
| 2023      | Knockouts Word Championship | Ela mesma | Estreia na impact                                              |

## Títulos e prêmios
- Florida Championship Wrestling

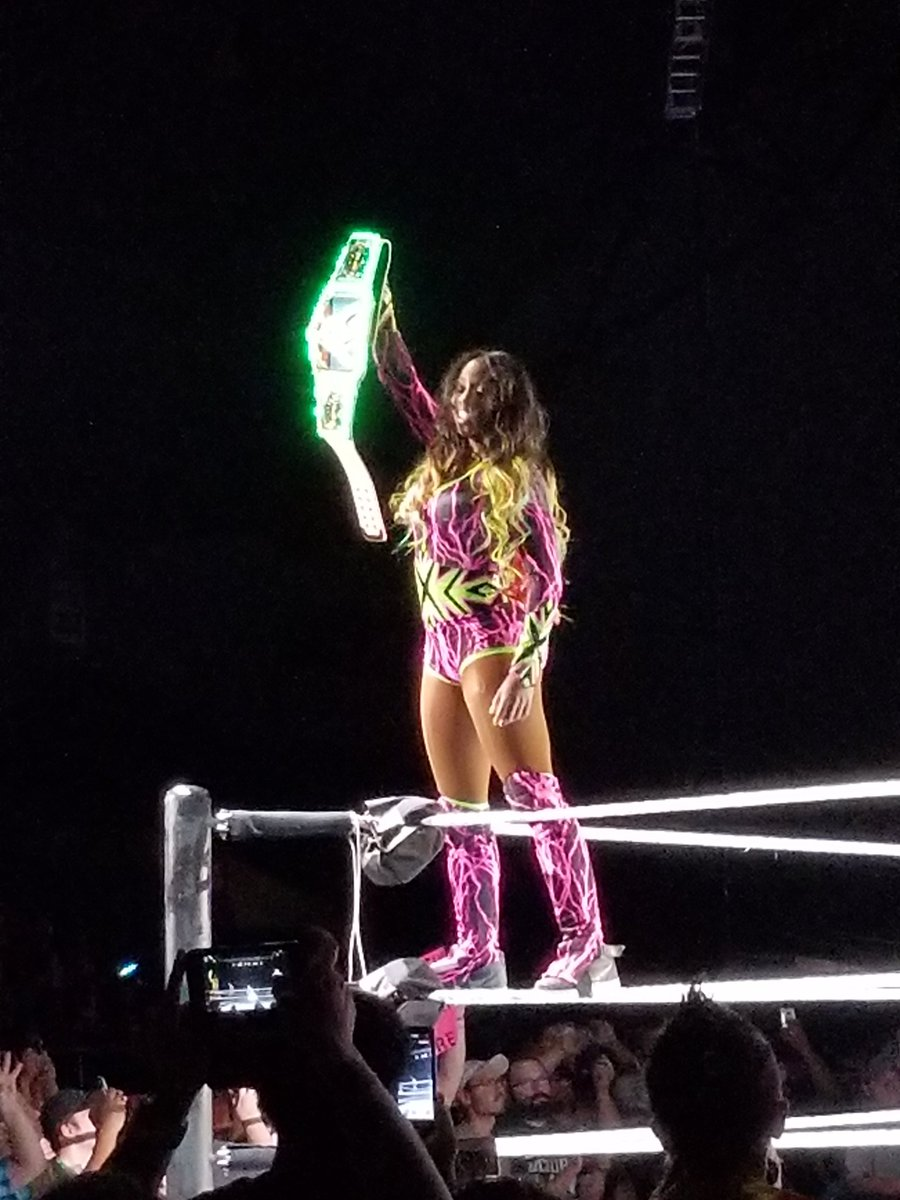
Naomi foi três vezes campeã mundial feminina...

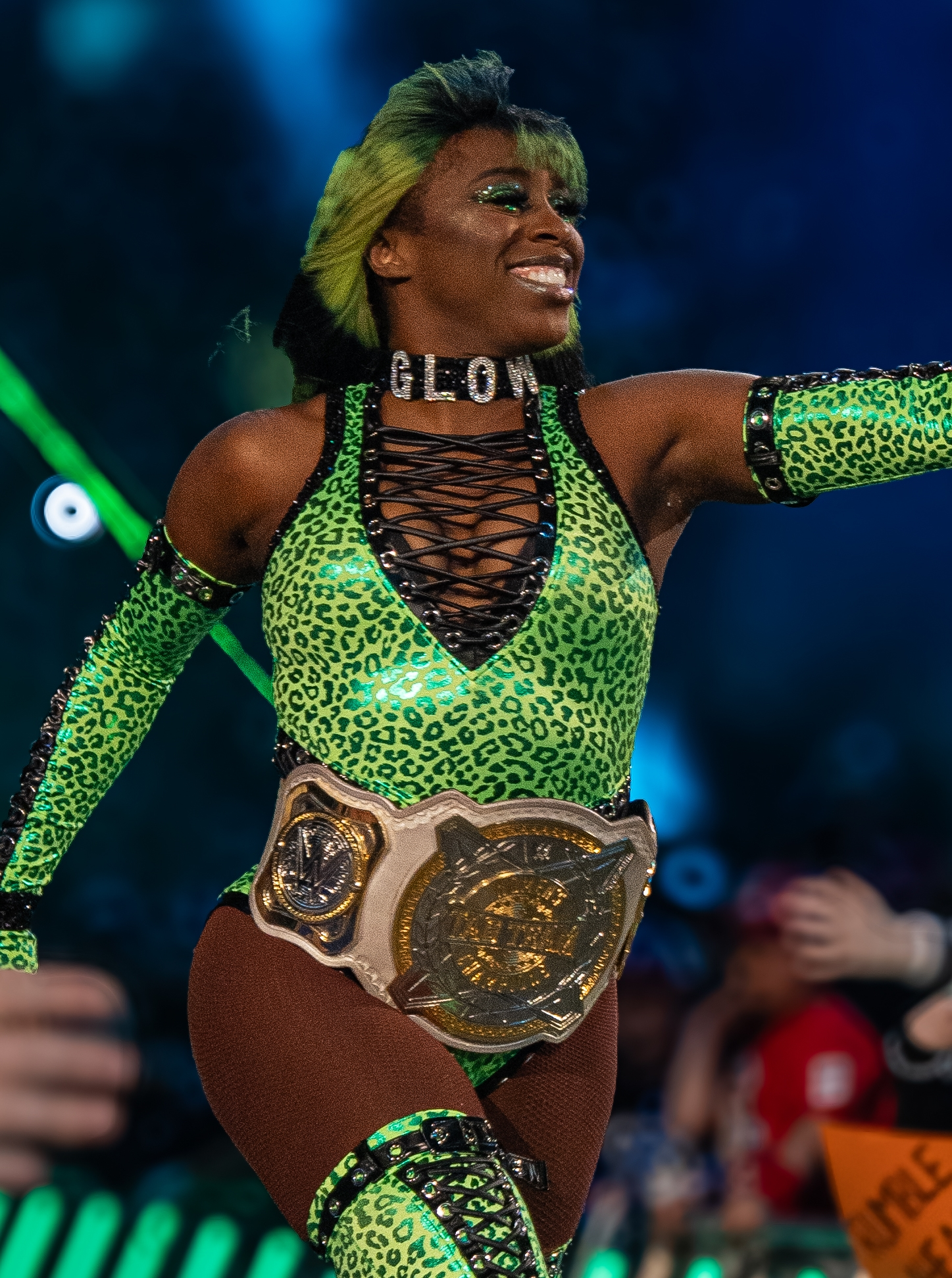
...duas vezes campeã de duplas femininas da WWE

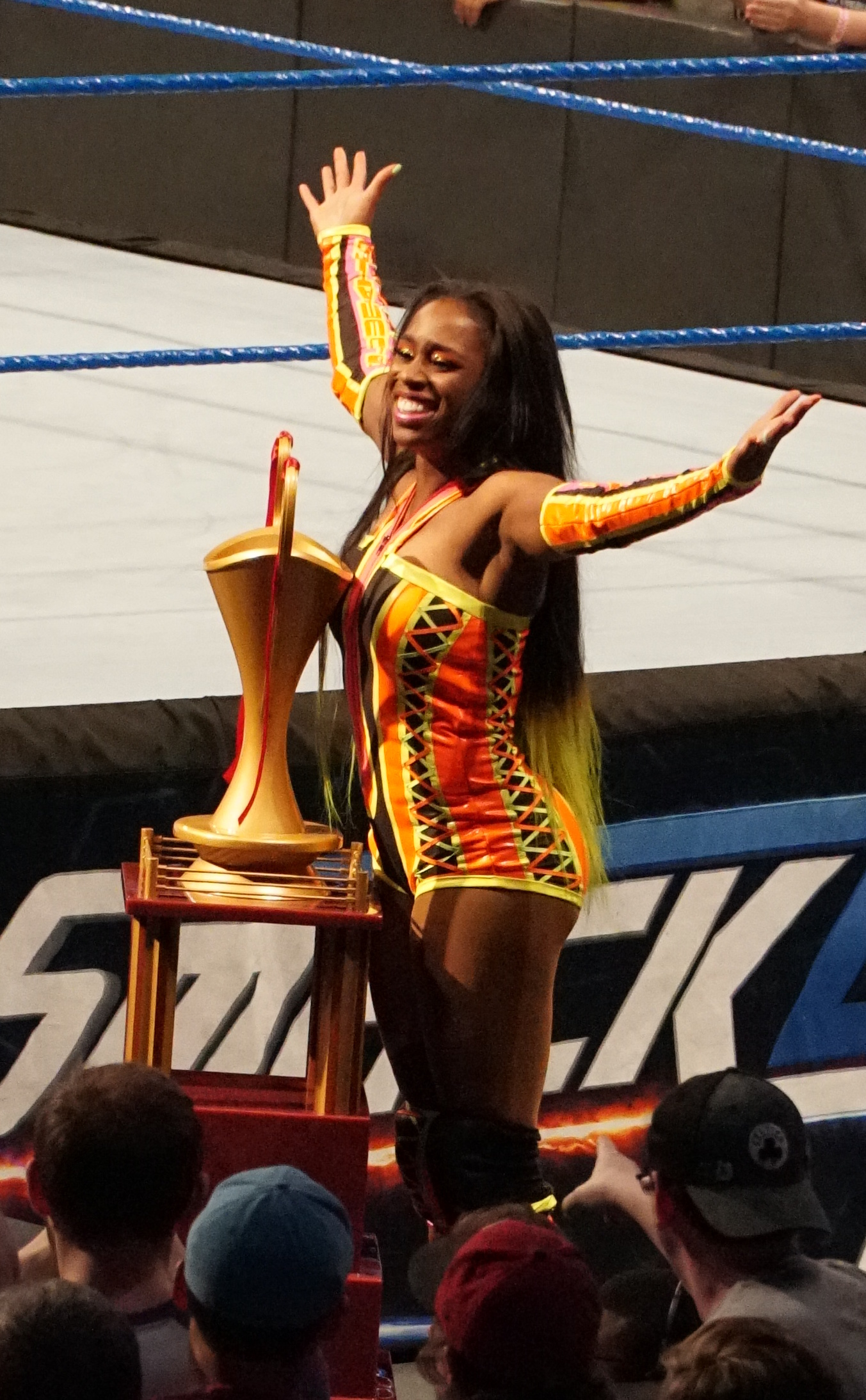
...e a vencedora da WrestleMania Women's Battle Royal de 2018.

  - Campeonato das Divas da FCW (1 vez)
  - Torneio do Campeonato das Divas da FCW (2010)
- Impact Wrestling / Total Nonstop Action Wrestling
  - Campeonato Mundial das Knockouts da Impact/TNA (1 vez[114]
  - Prêmio de Fim de Ano do Impact (1 vez)
    - Knockout do Ano (2023)[115][116]
- Pro Wrestling Illustrated
  - Retorno do Ano (2023)[117]
  - PWI a colocou na #7ª posição entre as 50 melhores lutadoras no PWI Female 50 em 2015[118]
- Rolling Stone
  - Heel Turn mais bem vindo (2015) empatada com Sheamus
- Sports Illustrated
  - Classificada como 4ª entre os 10 melhores lutadores de 2023[119]
- Wrestling Observer Newsletter
  - Pior rivalidade do ano (2015) Team PCB vs. Team B.A.D. vs. Team Bella
  - Pior luta trabalhada do ano (2013) luta de eliminação de 14 mulheres no Survivor Series
- Women's Wrestling Fan Awards
  - Mais Subutilizada (2020)[120]
- WWE
  - Campeonato Mundial Feminino[b] (3 vezes)[121]
  - Campeonato de Duplas Femininas da WWE (2 vezes) – com Sasha Banks (1) e Bianca Belair (1)[122]
  - Money in the Bank Feminino (2025)
  - WrestleMania Women's Battle Royal (2018)
  - Slammy Award (1 vez)
    - Melhores movimentos de dança do ano (2013) - com Cameron como The Funkadactyls[123]

  - WWE Year-End Award (1 vez)
    - Estrela Mais Subestimada do Ano (2018)[124]